# أجاريون

علم أرجاريون

أجاريون هي مجموعة عرقية تتبع الجورجيين ومعظمهم يعيش في أجاريا في جنوب غرب جورجيا.
وهم جزء من الشعب الجورجي لكنه تختلف في بعض السمات الثقافية، لا سيما في الديانة الإسلامية. 
ولم يكن الاجاريون متميزين عن غيرها من الجورجيين حتى دخول قادة المنطقة إلى الإسلام بعد الفتح العثماني عام 1614. وبعد ذلك دخل العديد من الاجاريون إلى الإسلام، على الرغم من أنه معظم الفلاحين الاجاريون كانو من المسحيين حتى عام1770.
والاجاريون لديهم وحده إقليمية أي جمهورية ذات حكم ذاتى من أجاريا، بعد سنوات من بعد انهيار الاتحاد السوفيتي الجمود، وكانت المنطقة في عام 2004، تماما ضمن إطار الجورجية من دولة

## اللغة
وتعد لغة الاجاريون هي اللغة الرسمية لهم وهي لهجة محلية من اللغة الجورجية، والتي تتعلق تحدث في المقاطعة الشمالية المجاورة للGuria، ولكن مع عدد من التركية والكلمات المستعارة مع العديد من القواسم المشتركة مع لغات أخرى

## الدين
دخل الدين الإسلامي إلى سكان أرجاريون بعد الفتح العثماني لها في القرنين السادس عشر والسابع عشر عندما احتلت جنوب غرب الأراضي الجورجية.